# Abdul-Malik Abu
Abdul-Malik Abu (Boston, 16 settembre 1995) è un cestista statunitense con cittadinanza nigeriana.

## Palmarès
- Campionato macedone: 1

MZT Skopje: 2022-2023
- Coppa di Macedonia: 1

MZT Skopje: 2023